# 环极楼
环极楼，位于中国福建省龙岩市永定区湖坑镇南中村，为一个省级文物保护单位，类型为古建筑，为第五批福建省文物保护单位，公布时间为2001年1月20日。
环极楼的历史年代为清。